# Amy Jackson
Pour les articles homonymes, voir Jackson.
Amy Jackson Westwick, née le 31 janvier 1992, à Douglas, Île de Man est une actrice et mannequin britannique connue pour son travail dans les films indiens.
En 2007, à l'âge de 14 ans, Jackson commence sa carrière de mannequin au Royaume-Uni et travaille avec des créateurs tels que Hugo Boss, Carolina Herrera, JW Anderson, Bvlgari et Cartier. En 2009, elle est couronnée Miss Teen World. Elle auditionne pour le rôle principal dans le film tamoul Madrasapattinam à Londres. Elle obtient le rôle malgré son manque d'expérience en tant qu'actrice et commence sa carrière en Inde. Elle fait ses débuts en hindi dans Ekk Deewana Tha et en télougou dans Yevadu. Elle fait partie des listes Most Promising Female Newcomers of 2012 et Most Desirable Women of 2014 du The Times of India. Elle réalise ses débuts américains dans le rôle Saturn Girl dans la série télévisée Supergirl, et ses débuts britanniques dans le rôle de Nimisha dans Boogie Man. Elle remporte un Ananda Vikatan Cinema Award, un SIIMA Award et un London Asian Film Festival.
Jackson soutient des œuvres caritatives telles que l'orphelinat Sneha Sargar pour les filles. En 2018, elle reçoit le prix de la Journée internationale de la fille décerné par les Nations unies. Elle est végétalienne et défend les droits des animaux. Elle est ambassadrice de PETA depuis 2016 et soutient Elephant Family dans sa mission de réduction des conflits entre l'homme et l'animal en Asie.

## Jeunesse
Amy Louise Jackson est née à Douglas, sur l'île de Man, le 31 janvier 1992. Elle est la fille de Marguerita et Alan Jackson. Elle a une sœur plus âgée, Alicia. Jackson est élevée dans la confession chrétienne. Elle étudie au St Edward's College dans la banlieue de West Derby et prévoit de passer ses examens de fin d'études en littérature anglaise, philosophie et éthique avant d'être choisie pour son premier film.

## Carrière

### Mannequinat
Après avoir remporté les concours Miss Teen Liverpool et Miss Teen Great Britain, Jackson décroche le titre de Miss Teen World en 2009,. En 2009, Jackson commence sa carrière de mannequin avec l'agence Boss Model Management, basée dans le nord du pays, puis signe avec l'agence londonienne, Models 1. Elle remporte le titre de Miss Liverpool en 2010. Elle participe au concours pour le titre de Miss Royaume-Uni en 2010 et est couronnée dauphine de Jessica Linley.

### 2010 - 2012: Cinéma indien
En 2010, des producteurs de films indiens repèrent la photo de Jackson sur le site web de Miss Teen World et l'invitent à auditionner pour le film dramatique tamoul Madrasapattinam. Bien qu'elle n'ait aucune expérience en tant qu'actrice, elle est retenue pour le premier rôle féminin. Le film, qui a pour décor l'Inde d'avant l'indépendance, raconte l'histoire de la fille d'un gouverneur britannique qui tombe amoureuse d'un villageois. Jackson admet qu'il a été très difficile d'apprendre les dialogues en tamoul. Le film sort le 9 juillet 2010 ; il est salué par la critique et obtient de bons résultats au box-office, et la jeune femme reçoit des éloges pour sa performance. En 2011, Gautham Vasudev Menon l'engage pour jouer le rôle principal dans Ekk Deewana Tha, le remake hindi du film romantique à succès Vinnai Thandi Varuvaya. Elle reprend le rôle joué par Trisha dans le film original, celui de Jessie, une chrétienne malayalie Nasrani qui tombe amoureuse d'un garçon hindou, mais dont le père l'empêche de poursuivre cette histoire d'amour.

### Depuis 2014: Rôles récents
Jackson commence sa carrière dans le cinéma Télougou avec le film Yevadu de Vamshi Paidipally. Jackson incarne un rôle dans le thriller romantique dont le titre est I, le plus gros projet de sa carrière. Elle signe pour Singh Is Bliing de Prabhu Deva Sundaram, aux côtés d'Akshay Kumar. Elle avait signé pour faire partie du thriller surnaturel Masss de Venkat Prabhu, mais y a renoncé plus tard lorsque le scénario et son personnage furent modifiés. Le 25 septembre 2017, la jeune femme obtient son premier rôle à Hollywood, celui d'Imra Ardeen, alias Saturn Girl, dans la série dramatique de Supergirl.

## Vie privée
En 2011, pendant le tournage de Ekk Deewana Tha, elle entame une relation avec Prateik Babbar, un acteur indien. Ils se sont séparés en 2012. Jackson a vécu à Bombay de 2011 à 2015, puis s'est installé à Londres. Elle fréquente en décembre 2015 l'hôtelier George Panayiotou. Ils se sont fiancés en Zambie le 1er janvier 2019. De leur relation naît un enfant le 19 septembre. Le couple se sépare en 2021. Elle fréquente l'acteur anglais Ed Westwick depuis 2022. Ils se fiancent en janvier 2024 puis se marient en août de la même année,. Jackson annonce être enceinte de son second enfant en octobre 2024.

## Filmographie

### Cinéma
- 2010 : Madrasapattinam (en) d'A. L. Vijay (en) : Amy
- 2012 : Ekk Deewana Tha (en) de Gautham Menon : Jessie Thekekuttu
- 2012 : Thaandavam (en) d'A. L. Vijay (en) : Sara
- 2014 : Yevadu (en) de Vamshi Paidipally (en) : Shruthi
- 2015 : I de S. Shankar : Diya
- 2015 : Singh Is Bliing (en) de Prabhu Deva : Sara Rana
- 2015 : Thanga Magan (en) de R. Velraj (en) : Hema DSouza
- 2016 : Gethu (en) de  Krish Thirukumaran : Nandhini Ramanujam
- 2016 : Theri (en) de Atlee (en) : Annie
- 2016 : Freaky Ali (en) de Sohail Khan : Megha
- 2016 : Devi (en) d'A. L. Vijay (en) : Jennifer
- 2018 : Boogie Man (en) d'Andy Morahan : Nimisha
- 2018 : The Villain (en) de Prem (en) : Sita
- 2018 : 2.0 de S. Shankar : Nila
- 2023 : Operation Fortune: Ruse de guerre de Guy Ritchie : LouLou (non créditée)
- 2024 : Mission: Chapter 1 (en)  d'A. L. Vijay (en) : Sandra James
- 2024 : Crakk: Jeetega... Toh Jiyegaa (en) d'Aditya Datt (en) : Patricia Novak

### Télévision
- 2017-2018 : Supergirl : Imra Ardeen (9 épisodes)